# Krishna Shah
Krishna Shah, född 1938 i Bombay, död där 13 oktober 2013, var en indisk regissör. Han regisserade både i Bollywood och i amerikanska filmer, bland annat Shalimar (1978) och Hard Rock Zombies (1985).